# Itame sylvaria
Itame sylvaria är en fjärilsart som beskrevs av Curtis 1828. Itame sylvaria ingår i släktet Itame och familjen mätare. Inga underarter finns listade i Catalogue of Life.